# Damin
El damin fou un registre d'una llengua cerimonial utilitzada pels homes avançats en la llengua lardil i les tribus yangkaal a l'Austràlia aborigen. Ambdós habitaven les illes del golf de Carpentària, els lardil a l'illa Mornington, l'illa més gran de les illes Wellesley, i les illes Yankgkaal i Forsyth. Les seves llengües pertanyen a la mateixa família, les llengües tànquiques . El lardil és la llengua més divergent del conjunt de les llengües tànquiques, ja que la resta són mútuament comprensibles amb el yangkaal.

## Cerimònies
Els lardils tenien dues cerimònies d'iniciació per als homes: la primera, luruku, que incloïa la circumcisió, i la segona, warama, que incloïa la subincisió del penis. Per les dones no hi havia cap cerimònia, encara que tenien papers importants en les dels homes, especialment a la primera.
Alguns diuen que el damin fou un idioma secret, però això no és del tot cert, ja que no s'evitava que els membres de la tribu Lardil que no havien passat per la iniciació sentissin parlar la llengua. No obstant, s'ensenyava durant la cerimònia warama i, per tant, aïllats d'aquells que no havien passat per la cerimònia encara. Es coneix, però, el cas d'un ancià que sense haver-se fet la subincisió tenia un domini excel·lent del damin, però sembla un cas únic.
Les paraules lèxiques del damin estaven organitzades en camps semàntics i dites en veu alta a l'home que feia la iniciació en una sola sessió. Cada vegada que es deia una paraula, una segona persona en deia la traducció al lardil. No obstant, normalment eren necessàries diverses sessions abans que un novici dominés les bases de la llengua i la pogués usar obertament a la comunitat. Un parlant deia haver après a parlar damin en una sola sessió, però dos homes warama superiors van admetre que no tenien un ferm domini sobre el registre.
Una vegada s'aprenia el damin, els parlants eren coneguts com a Daminkurlda (posseïdors del damin). Ells parlaven en aquest registre en contexts religiosos i/o rituals, però també cada dia a la vida secular, quan anaven a l'estranger, quan seien a xafardejar, etcètera.

## Origen del damin
L'origen del damin és incert. Les tribus lardil i yankaal diuen que el damin va ser creat per un ser mitològic durant el temps del somni. K. Hale i D. Nash creuen que fou inventat pels ancians lardil, ja que compta amb diversos aspectes trobats en jocs lingüístics arreu del món, com convertir oclusives nasals com m i n en clics nasals, doblar consonants i similar. P. Memmott, N. Evans i R. Robinsi, d'altra banda, després d'estudiar la mitologia d'ambdues tribus, especulen que van ser els ancians yangkaal qui van inventar el damin i va introduir-se a la tribu lardil.

## Situació actual
Les tradicions culturals de les tribus lardil i yankaal han estat en decadència durant dècades, i les seves llengües estan properes a l'extinció. L'última cerimònia warama va celebrar-se la dècada dels 1950, de manera que actualment el damin no s'utilitza ni a la tribu lardil ni a la Yankaal. No obstant, recentment hi ha hagut un revifament de les tradicions culturals i s'ha celebrat la cerimònia luruku. Sembla, per tant, que tornarà a haver-hi cerimònies warama també.

## Característiques lingüístiques
La llengua damin és l'única llengua amb clics a la seva fonètica fora de l'Àfrica.
El damin tenia un lèxic molt més restringit i genèric que la llengua quotidiana. Amb aproximadament cent cinquanta arrels lèxiques, cada paraula en damin equivalia a diverses paraules del lardil o el yangkaal. Per exemple, tenia només dos pronoms, n!a (jo) i n!u (jo no, un altre), mentre que el lardil en tenia dinou, i tenia un prefix antònim, el kuri-: jijuu (petit), kurijijuu (gran).
Gramaticalment, el damin fa servir la mateixa morfologia que les llengües lardil i yangkaal, de manera que són molt similars, guardant les diferències lèxiques.

### Fonètica
Les paraules en damin tenen tres dels quatre parells de vocals del lardil, [a, aː, i, iː, u, uː], i un quart, [ə, əː], utilitzat en sufixos gramaticals. Feia servir només algunes de les consonants (pulmonars) del lardil quotidià, però aquestes es veuen complementades per sons de quatre tipus diferents d'iniciació aerodinàmica: els ingressius linguals (clics nasals), els glotals egressius (expiració velar), pulmonars ingressius (lateral fricativa inspirada) i egressius linguals (explosió bilabial). Les consonats del damin, en l'ortografia pràctica i els equivalents de l'AFI són:
|            |                  | Bilabial         | Dental-alveolar | Alveolar         | Postalveolar | Postalveolar          | Velar   |
| predorsal  | apical           | Bilabial         | apical          | predorsal        |              |                       | Velar   |
| ---------- | ---------------- | ---------------- | --------------- | ---------------- | ------------ | --------------------- | ------- |
| Plosiva    | sorda            | b [p]            | th [t̻]          | d [t̺]            | §            | j [t̠ʲ] j2 [t̠ʲ\t̠ʲ, ɕʲ] | k [k]   |
| Plosiva    | ejectiva         |                  |                 |                  |              |                       | k' [kʼ] |
| Nasal      | sonora           | §                | §               | n [n̺]            | §            | ny [n̠ʲ]               | ng [ŋ]  |
| Nasal      | sorda            |                  |                 |                  |              |                       | ng* [ŋ̊] |
| Bategant   | Bategant         |                  |                 | rr [ɾ]           |              |                       |         |
| Vibrant    | Vibrant          | pr [ʙ] pr2 [ʙ\ʙ] |                 |                  |              |                       |         |
| Aproximant | central          |                  |                 |                  | §            | y [j]                 | w [w]   |
| Aproximant | lateral          |                  |                 | §                |              |                       |         |
| Clic       | nasal            | m! [ʘ̃]           | nh!2 [ʇ̃\ʇ̃]      | n! [ʗ̃] n!2 [ʗ̃\ʗ̃] | rn! [ʗ̃˞˞ ]   |                       |         |
| Clic       | sorda egressiva  | p' [ʘ↑]          |                 |                  |              |                       |         |
| Fricativa  | sorda            | f [ɸ]            |                 |                  |              |                       |         |
| Fricativa  | sorda ingressiva |                  |                 | l* [ɬ↓ʔ]         |              |                       |         |
| Africada   | Africada         | pf [ᵖɸ]          |                 |                  |              |                       |         |

- § Aquest sons formen part del lardil estàndard però no del damin, sense tenir en compte els sufixos gramaticals.
- L*  es descriu com un so ingressiu amb una sortida glotal egressiva.
- Els grups consonàntics a principi de paraula al del Damin són p'ny, p'ng, fny, fng, fy, prpry, thrr. Les paraules en lardil no haurien de començar amb grups consonàntics, però sí que en té al mig de les paraules, i alguns d'ells no es troben al damin, de la mateixa manera que el damin només permet n i rr al final de síl·laba.